# Dipturus campbelli
 Dipturus campbelli és una espècie de peix de la família dels raids i de l'ordre dels raïformes.

## Morfologia
- Els mascles poden assolir 66 cm de longitud total.[1][2]

## Reproducció
És ovípar i els ous tenen com unes banyes a la closca.

## Hàbitat
És un peix marí, de clima subtropical (20°S-30°S) i demersal que viu entre 137–403 m de fondària.

## Distribució geogràfica
Es troba a l'oceà Índic occidental: Moçambic i Durban (Sud-àfrica).

## Observacions
És inofensiu per als humans.